# Karelo-Finse Socialistische Sovjetrepubliek
De Karelo-Finse Socialistische Sovjetrepubliek (Fins: Karjalais-suomalainen sosialistinen neuvostotasavalta, Russisch: Карело-Финская Советская Социалистическая Республика; Karelo-Finskaja Sovjetskaja Sotsialistitsjeskaja Respoeblika) was van 1940 tot 1956 een deelrepubliek van de Sovjet-Unie.

## Geschiedenis
Met het Molotov-Ribbentroppact ging Finland in 1939 onder de invloedssfeer van Sovjet-Rusland staan. Stalins doel was om Finland als een socialistische deelrepubliek van de Sovjet-Unie te annexeren, en hij trof al voor de inval van Finland voorbereidingen voor de toekomstige regeringsformatie, ook de Finse communisten meegerekend. Als gevolg van de Winteroorlog moest Finland in 1940 al een deel van zijn grondgebied in Karelië afstaan. Het behield echter zijn onafhankelijkheid.
Uit een deel van de veroverde gebieden en de Karelische Autonome Socialistische  Sovjetrepubliek, die daarvoor tot de Russische Socialistische Federatieve Sovjetrepubliek (RSFSR) had gehoord, werd een nieuwe socialistische sovjetrepubliek gecreëerd: de Karelo-Finse SSR. Voorzitter van deze nieuwe republiek werd Otto Kuusinen, die tussen 1939 en 1940 al een pro-sovjetse Finse tegenregering had opgebouwd.
Deze was enerzijds bedoeld om Finland te waarschuwen dat de plannen om van Finland een sovjetrepubliek te maken nog niet in de ijskast waren gezet; anderzijds wilde men tonen dat de voorbereidingen voor een annexatie van Finland niet geheel tevergeefs waren gemaakt.

## Na de Vervolgoorlog
In de Vervolgoorlog (1941-1944) bezette Finland vrijwel de hele republiek. Tevens maakte de Finse regering aanspraak op enkele gebieden die daarvoor nog niet onder Finland hadden gevallen. Ook na het einde van de oorlog kon het land, ondanks verder verlies van gebieden, zijn onafhankelijkheid bewaren.
In 1956 werd de Karelo-Finse SSR weer als Karelische Autonome Socialistische Sovjetrepubliek Karelië bij de Russische SFSR gevoegd. Sinds het uiteenvallen van de Sovjet-Unie valt het gebied, als de autonome republiek Karelië, onder de Russische Federatie. Een klein gedeelte werd aan de naastgelegen oblast Leningrad toegewezen.
Armeense SSR · Azerbeidzjaanse SSR · Estische SSR · Georgische SSR · Kazachse SSR · Kirgizische SSR · Letse SSR · Litouwse SSR · Moldavische SSR · Oekraïense SSR · Oezbeekse SSR · Russische SFSR · Tadzjiekse SSR · Turkmeense SSR · Wit-Russische SSR
 Tijdelijke Sovjetrepublieken: Karelo-Finse SSR (1940-1956) · Transkaukasische SFSR (1922-1936) · Abchazische SSR (1921-1931)